# Павильон № 22 «Плодоовощеводство» на ВДНХ
Павильон «Плодоовощеводство» — 22-й павильон ВДНХ, построенный в 1971 году. Изначально носил название «Плодоовощеводство и картофелеводство», а затем «Виноградарство и садоводство» (экспозиция при переименованиях менялась лишь частично).

## История
Павильон в духе советского модернизма построен в 1971 году по проекту архитекторов Бориса Виленского, В. Богданова, Акопова, В. И. Жука, Пумпянской, а также при участии инженеров И. Левитес и А. М. Бройда. Павильон стал последней работой Бориса Виленского и отсылает к кафе-стекляшкам, созданным совместно с Игорем Виноградским для парка Сокольники. Стеклянный параллелепипед здания расчерчен в клетку и прикрыт покрытым ракушечником изогнутым фасадом.

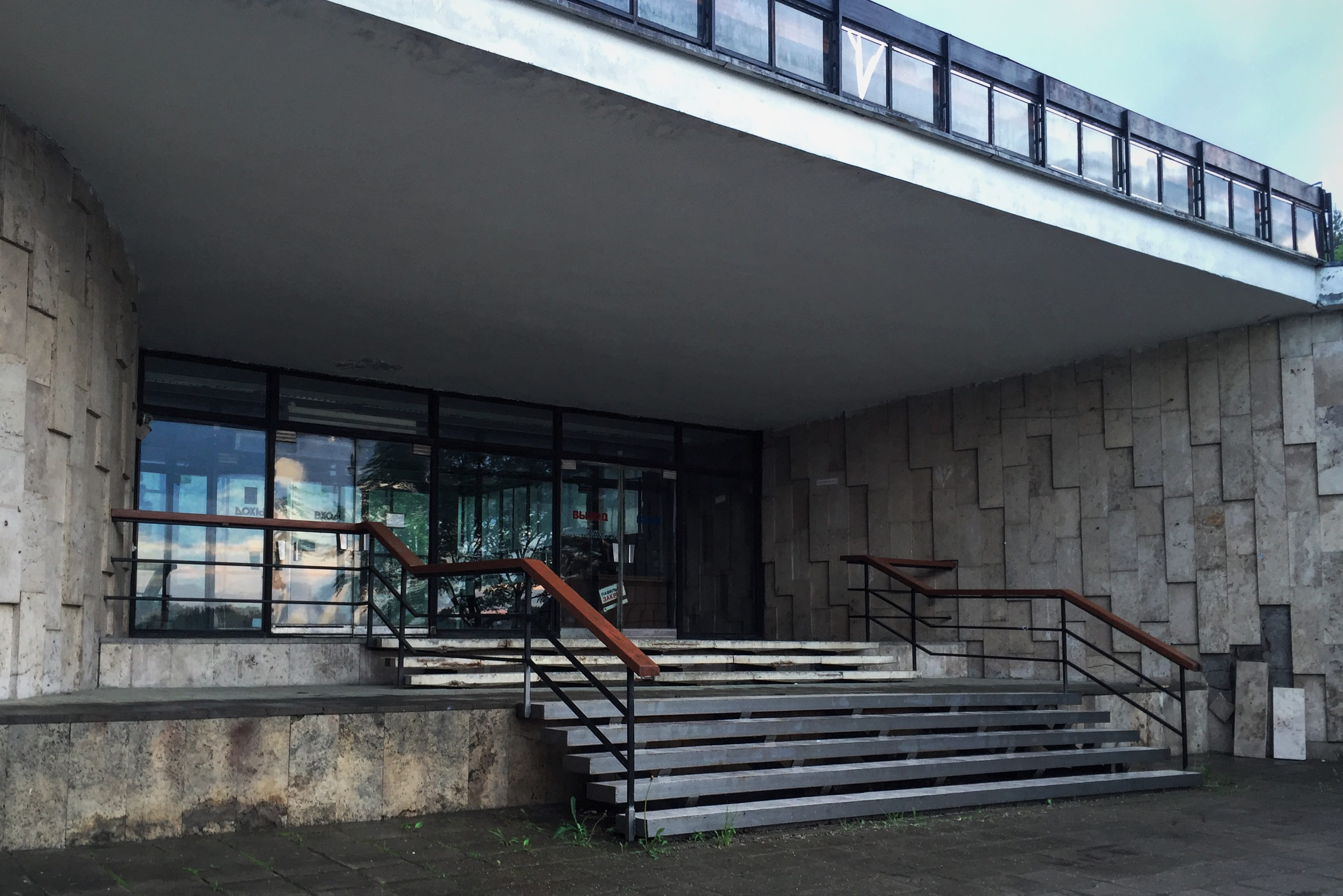
Входная группа павильона

Интерьер перетекающих друг в друга залов украшали панно на тему растениеводства и сельского хозяйства. В павильоне действовала экспозиция, посвящённая плодовым растениям и особенностям их выращивания и сбора. Рядом находился земляной участок площадью два с половиной гектара, где плодоовощеводство на конкретных примерах демонстрировалось посетителям выставки. В цокольном этаже павильона вплоть до 2011 года действовал винный дегустационный зал-ресторан, открытый в период действия экспозиции «Виноградарство и садоводство». Некоторое время павильон продолжал действовать в соответствии со своей основной тематикой и в постсоветское время, когда здесь проводились связанные с ней временные выставки. С 2008 года павильон в течение нескольких лет использовал для киносъёмок, но впоследствии был полностью закрыт, и в настоящее время не действует. 
Вплоть до 2023 года в павильоне располагался скалолазный центр.
Некогда существовал проект размещения в павильоне мультимедийного центра знаний National Geographic.
В период с октября 2023 года по январь 2024 года в павильоне проходили мероприятия выставочной компании "РОТЕКС": на первом этаже Выставка-реконструкция "Терракотовая армия. Бессмертные воины Китая", на цокольном - Выставка по мотивам творчества Бэнкси "Найти Бэнкси".